# Křižovatka
Křižovatka (deutsch Klinghart) ist eine Gemeinde im Karlovarský kraj in Tschechien. 

## Geografie

### Geographische Lage
Sie liegt am Südosthang des Elstergebirges und gehört zum Okres Cheb.

### Gemeindegliederung
Die Gemeinde Křižovatka besteht aus den Ortsteilen Křižovatka (Klinghart) und Nová Ves (Neudorf). Grundsiedlungseinheiten sind Křižovatka, Mostek (Bruck) und Nová Ves.
Das Gemeindegebiet gliedert sich in die Katastralbezirke Křižovatka, Mostek u Křižovatky und Nová Ves u Křižovatky.

### Nachbarorte
| Velký Luh (Großloh) | Plesná (Fleißen)                            |                          |
| Skalná (Wildstein)  | Kompassrose, die auf Nachbargemeinden zeigt | Nový Kostel (Neukirchen) |
|                     | Třebeň (Trebendorf)                         | Milhostov (Mühlessen)    |

## Geschichte
Der Ursprung des Ortes geht zurück in das Jahr 1199. Die erste schriftliche Erwähnung erfolgte 1322. Um 1213 wurde die erste Kirche erbaut, die zu den ältesten der Region gehörte. Sie wurde öfters zerstört, so nach den Hussitenkriegen 1446 und nach dem Dreißigjährigen Krieg. Die Bevölkerung lebte vornehmlich von der Landwirtschaft, ab dem Beginn des 20. Jahrhunderts aber auch von der Herstellung textiler Produkte und dem Bau von Musikinstrumenten. Ab der Mitte des 19. Jahrhunderts gehörte der Ort zum Gerichtsbezirk Wildstein bzw. Bezirk Eger.
Nach dem Münchner Abkommen wurde der Ort dem Deutschen Reich zugeschlagen und gehörte bis 1945 zum Landkreis Eger.

## Entwicklung der Einwohnerzahl
| Jahr | Einwohnerzahl |
| ---- | ------------- |
| 1869 | 648           |
| 1880 | 600           |
| 1890 | 550           |
| 1900 | 532           |
| 1910 | 584           |

| Jahr   | Einwohnerzahl |
| ------ | ------------- |
| 1921   | 547           |
| 1930   | 613           |
| 1950   | 289           |
| 1961 1 | 327           |
| 1970 1 | 304           |

| Jahr   | Einwohnerzahl |
| ------ | ------------- |
| 1980 1 | 286           |
| 1991 1 | 261           |
| 2001 1 | 266           |
| 2011 1 | 258           |

## Sehenswürdigkeiten
- Kirche der heiligen Katherina

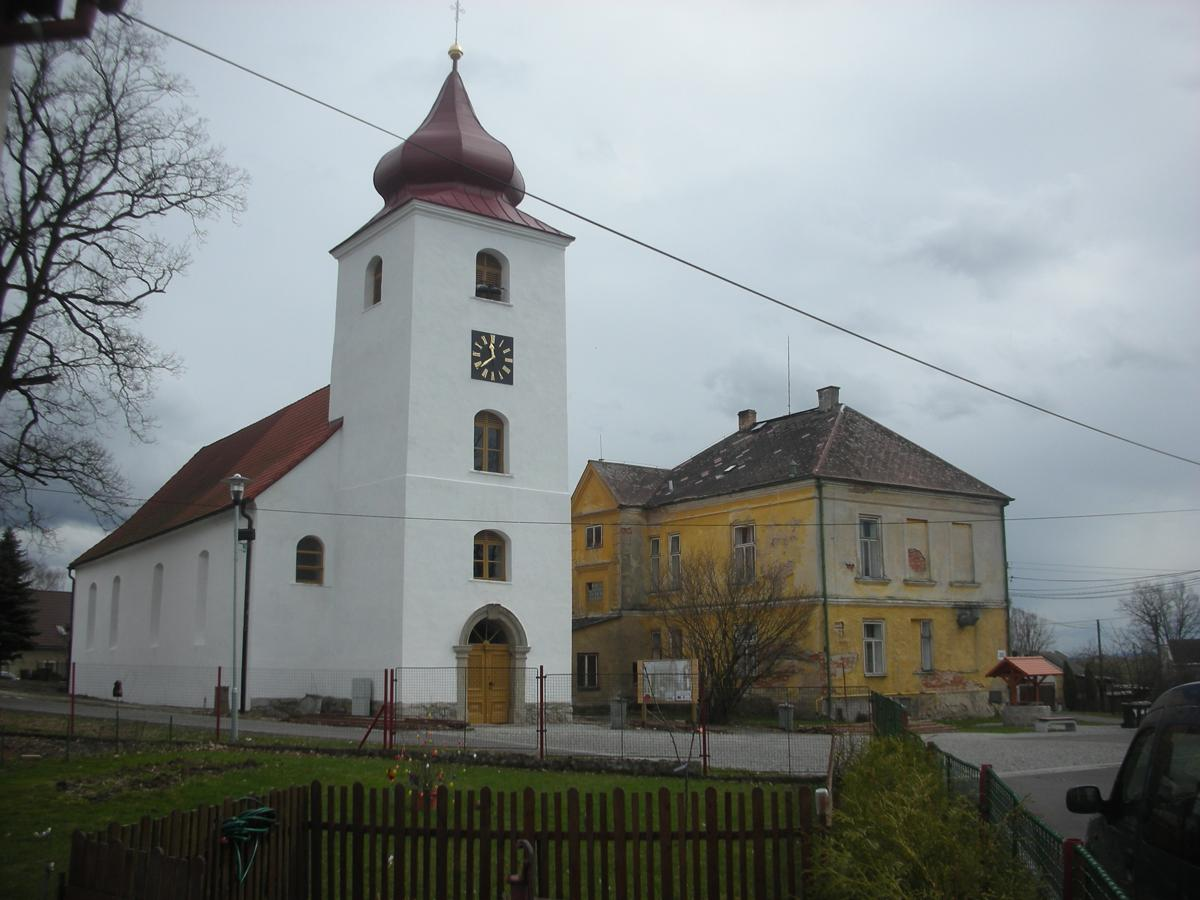
Renovierte Kirche von Křižovatka
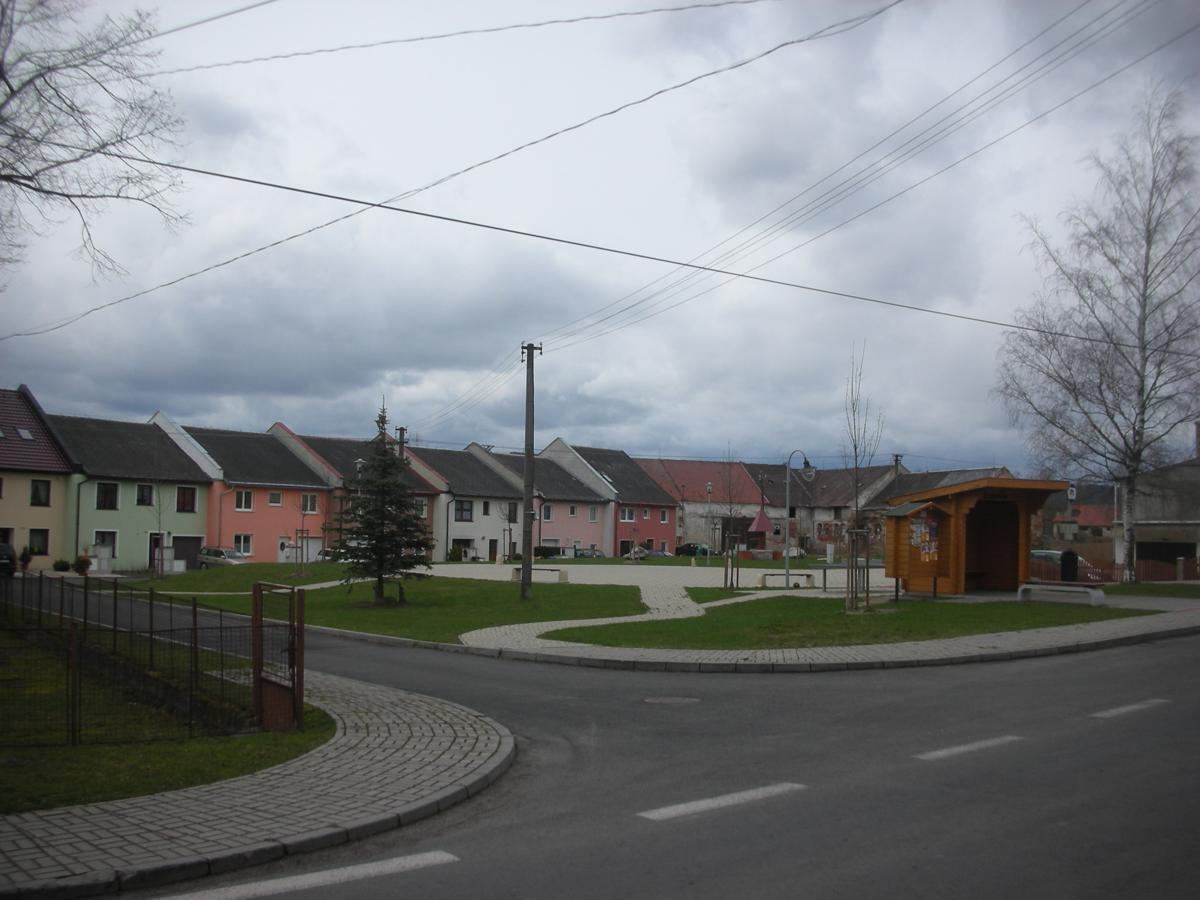
Zentrum von Křižovatka